# Sergio Bueno
Sergio Bueno (* 4. Juli 1962 in Colima, Colima) ist ein mexikanischer Fußballtrainer und ehemaliger -spieler auf der Position des Verteidigers.

## Leben

### Spieler
Sein erstes Spiel in der mexikanischen Primera División bestritt Bueno am 5. Februar 1984 beim 4:1-Sieg seiner Coyotes gegen den Puebla FC, bei dem er wenige Minuten vor Schluss eingewechselt wurde. 
Nachdem die Erstligalizenz von Deportivo Neza nach der Saison 1987/88 an die Correcaminos de la UAT verkauft worden war, wechselte Bueno zum CF Atlante, bei dem er die nächsten zwei Jahre unter Vertrag stand und mit dem er zum Ende der Saison 1989/90 den sportlichen Abstieg in die zweite Liga hinnehmen musste. Daraufhin wechselte er zum Aufsteiger Querétaro FC, mit dem er am Saisonende 1993/94 abermals einen sportlichen Abstieg hinnehmen musste.
Den größten Erfolg seiner aktiven Laufbahn erlebte Bueno in der Saison 1995/96, als er mit seinem Verein Atlético Celaya die Finalspiele gegen Necaxa erreichte und Vizemeister wurde. Allerdings war der Anteil des mittlerweile 33-Jährigen an diesem Erfolg minimal, da er in der gesamten Saison nur sieben Einsätze absolvierte und während der gesamten Rückrunde (einschließlich der Play-off)s nicht mehr eingesetzt wurde. In der folgenden Saison 1996/97 beendete er seine aktive Laufbahn im Dress des Puebla FC. 

### Trainer
Nach seiner aktiven Laufbahn begann Bueno eine Tätigkeit als Cheftrainer und betreute zunächst seinen Ex-Verein Atlético Celaya in der Saison 2001/02. Seinen bisher größten Erfolg als Trainer erlebte er in der Saison 2007/08 beim Zweitligisten León A.C., mit dem er die Zweitligameisterschaft der Clausura 2008 gewann, aber in den anschließenden Aufstiegsfinals gegen den Meister der Apertura 2007 (Indios de Ciudad Juárez) unterlag und somit nicht die lang ersehnte Rückkehr der Esmeraldas in die erste Liga schaffte. Sein bisher größter Misserfolg als Trainer war der Abstieg mit Necaxa am Ende der Saison 2010/11. 

## Erfolge

### Spieler
- Mexikanischer Vizemeister: 1995/96 (mit Atlético Celaya)

### Trainer
- Zweitligameister: Clausura 2008 (mit León)